# عبد اللطيف نظري
عبد اللطيف نظري سياسي أفعاني يشغل منصب نائب وزير الاقتصاد في إمارة أفغانستان الإسلامية منذ 26 ديسمبر 2021.
ينتمي إلى قبيلة الهزارة. حصل على درجة الدكتوراه في العلوم السياسية من جامعة طهران. وهو مؤسس جامعة غارجستان في بولي سرخ بكابل.